# Монона (Висконсин)
Монона (енгл. Monona) град је у америчкој савезној држави Висконсин.

## Демографија
По попису из 2010. године број становника је 7.533, што је 485 (-6,0%) становника мање него 2000. године.
| Група             | 2000.         | 2010.         |
| Белци             | 7.378 (92,0%) | 6.842 (90,8%) |
| Афроамериканци    | 185 (2,3%)    | 210 (2,8%)    |
| Азијати           | 67 (0,8%)     | 102 (1,4%)    |
| Хиспаноамериканци | 256 (3,2%)    | 232 (3,1%)    |
| Укупно            | 8.018         | 7.533         |